# Reyersviller
Reyersviller é uma comuna francesa na região administrativa de Grande Leste, no departamento de Mosela. Estende-se por uma área de 8,32 km². Em 2010 a comuna tinha 378 habitantes (densidade: 45,4 hab./km²).